# 1930 Lucifer
1930 Lucifer је астероид главног астероидног појаса. Приближан пречник астероида је 27,00 km,
а средња удаљеност астероида од Сунца износи 2,895 астрономских јединица (АЈ).
Инклинација (нагиб) орбите у односу на раван еклиптике је 14,092 степени, а орбитални период износи 1799,167 дана (4,925 године). Ексцентрицитет орбите астероида износи 0,145.
Апсолутна магнитуда астероида износи 10,90 а геометријски албедо 0,105.
Астероид је откривен 29. октобра 1964. године.